# Angantyr
Angantyr también es el nombre sueco para Ongenþeow y Ongendus.
Angantyr es el nombre de tres personajes legendarios de la mitología nórdica con el mismo perfil: caudillo vikingo y rey de Suecia, que aparece en la saga Hervarar, Gesta Danorum y la feroesa Kvæði.
Un Angantyr también aparece bajo el nombre Incgentheow en el poema inglés (de origen anglosajón) Widsith, (línea 115) junto a su padre Heidrek (Heathoric), hermanastro Hlöð (Hlith) y la madre de Hlöð, Sifka (Sifeca).

## Angantyr el berserker

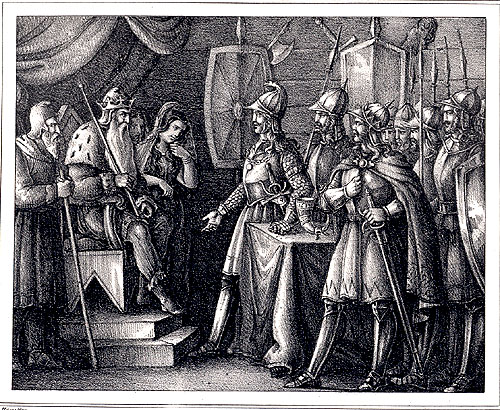
Hjorvard y Hjalmar frente a Ingeborg

El padre de Angantyr, llamado Arngrim, le dio la espada Tyrfing, un arma que cortaba todo lo que se pusiera por delante como si fuera una tela y portaba la maldición que debía matar un hombre cada vez que se desenvainaba. Angantyr era el más alto de los doce hijos de Arngrim, todos los hermanos eran berserkers como su padre y temidos por sus incursiones por todo el norte. 
Durante las festividades de Yule, regresaban a su hogar Bolmsö cuando el segundo hijo mayor Hjörvard, juró que iba a conseguir a Ingeborg, hija de Yngvi, rey de Suecia.
Los doce hermanos partieron hacia Gamla Uppsala y Hjorvard propuso matrimonio a Ingeborg. No obstante, apareció Hjalmar, uno de los campeones suecos del rey, y proclamó que él merecía más a la princesa que un berserker.
El rey sueco, que temía oponerse a doce fieros e incontrolables berserkers en su morada, sugirió que Ingeborg decidiera por sí misma. Por supuesto, escogió a Hjalmar y Hjorvard se sintió humillado y enrabiado retó a Hjalmar a un holmgang (duelo) en Samsø y advirtió que Hjalmar perdería su honor si no aceptaba. 
Cuando los doce hermanos llegaron a Samsø, comenzaron a comportarse como berserkers: mordían sus escudos, gritaban alto y de forma salvaje. Se enfrentaron a los hombres de Hjalmar y Örvar-Oddr que fueron despedazados. Pero cuando Hjalmar y Örvar-Oddr llegaron, la lucha cambió de rumbo y los once hermanos de Angantyr fueron aniquilados rápidamente. Örvar-Oddr fue a ver como le había ido a Hjalmar y encontró a Angantyr muerto y Hjalmar mortalmente herido por la espada maldita Tyrfing.
Örvar-Oddr enterró a los doce hermanos en montículos junto a la espalda maldita para que no causara más daño, pero la hija de Angantyr, Hervör reclamaría la espada como herencia. Este capítulo se recoge en el poema El despertar de Angantyr.

## Angantyr Höfundsson
La hija de Angantyr, Hervör, casó con el rey Höfund de Glæsisvellir, y tuvieron dos hijos Heidrek y Angantyr (como su abuelo). Angantyr sería víctima de la maldición de Tyrfing. Heidrek fue desterrado por su padre porque su situación personal era insostenible en la morada de Höfund y su fuerte temperamento desembocó en la muerte de un hombre. Angantyr quiso seguir a su hermano durante un corto trayecto del camino para despedirse y le pidió a su hermano ver la espada Tyrfing que Heidrek recibió de su madre. Heidrek asintió y le mostró la espada, pero como no podía ser envainada de nuevo sin matar, Angantyr fue su víctima.

## Angantyr Heidreksson
Heidrek fue rey de los godos y tuvo tres hijos, Hervör (como su madre), Angantyr (como su hermano y abuelo) y Hlöd. A la muerte de Heidrek, Angantyr heredó el trono y se negó ceder a Hlöd la herencia a partes iguales. Hlöd declaró la guerra y atacó a su hermano con los hunos en una batalla épica donde fue vencido y murió. Este Angantyr sería el ancestro de muchos reyes suecos de la casa de Munsö, su hijo Heiðrekr Ulfhamr heredó el trono.

## Þorsteins saga Víkingssonar
Un guerrero vikingo llamado Angantyr también aparece en Þorsteins saga Víkingssonar, acompañando al héroe Thorsten y el rey Beli de Sogn, recuperan el barco "Ellida" que había sido robado con seidr (magia). Posteriormente se dirigen a las Orcadas y las conquistan.